# Білоруська кухня

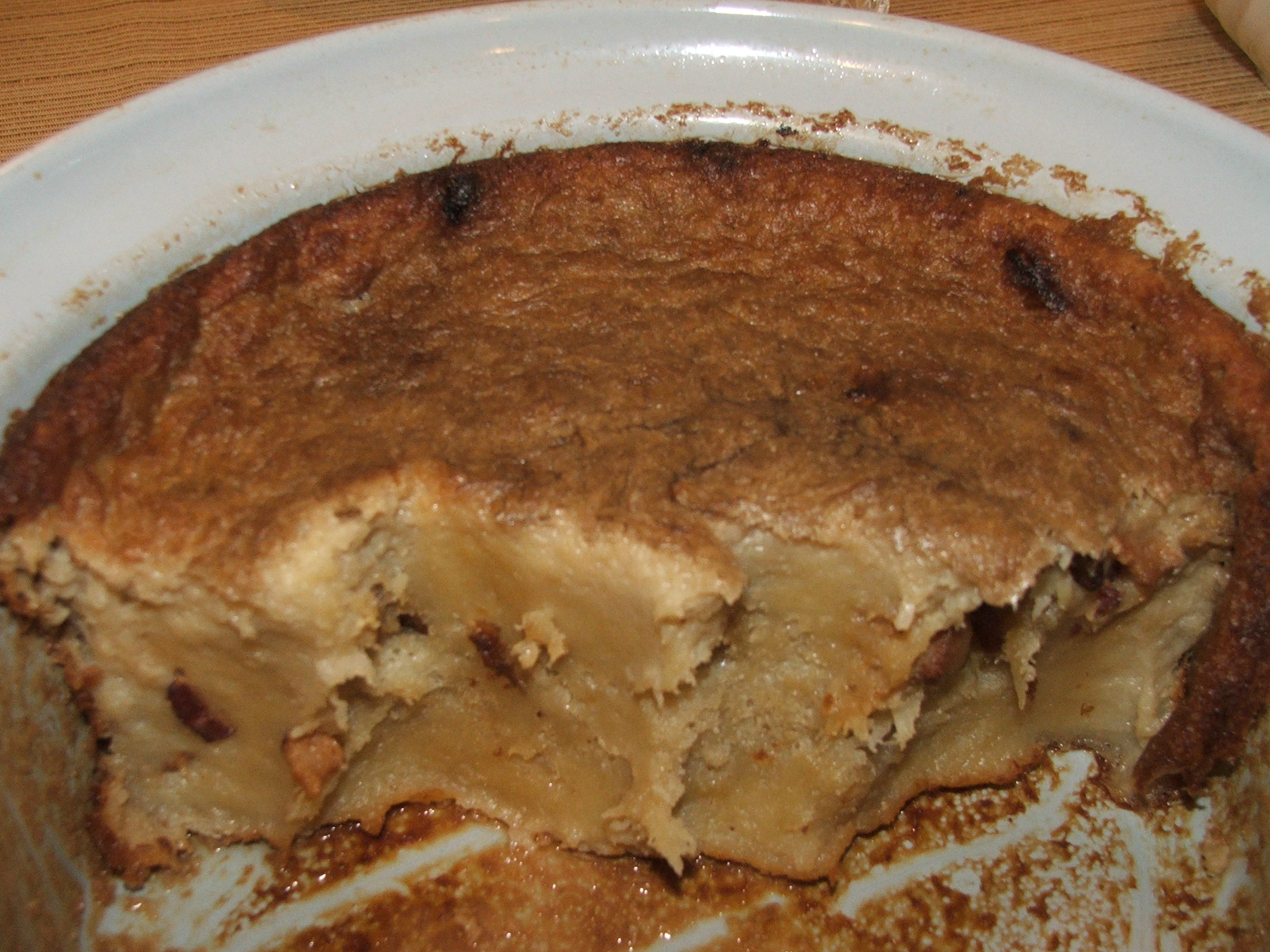
Картопляна бабка

Білору́ська ку́хня — з одного боку, зберігає близькість до кухонь навколишніх слов'янських народів — українців, поляків, а з іншого — зазнала впливу відомих кухонь неслов'янських сусідів — литовців і латишів. Крім того, кулінарне мистецтво в східній і західній частинах Білорусі, довгий час ізольованих одна від іншої, розвивалося неоднаково, підпадало під різний вплив.

## Особливості білоруської кухні
У селянській кухні завжди були досить помітні місцеві розходження. Так, кухня селян Вітебщини і Могилівщини відрізняється від кухні західних білорусів Гродненського краю, а обидві вони, у свою чергу, відрізняються від кухні поліщуків — жителів менш порушеного чужими впливами білоруського Полісся.
Основою сучасної білоруської кухні стала кухня селян східних і західних областей, до якої увійшли страви найбільш розповсюджені на території Білорусі. У ній є такі страви, що не зустрічаються у сусідніх народів, хоча принципи приготування окремих з них зовсім не далекі ні росіянам, ні українцям, ні полякам, ні литовцям.
Старовинній білоруській кухні притаманні соління м'яса домашніх тварин і птахів (гусей), приготування з них солонини і полотків, а також вживання субпродуктів, особливо страв зі шлунка, вимені у розвареному вигляді. Розвареність і безформність страви визнавалися ідеалом в старовинній білоруській кухні, що зумовлювало одночасне закладання усіх складових у посуд (горщик, чавунок) і залиття їх водою майже до верху. При цьому спливанню рідини запобігали тим, що вогонь для підігрівання, поступово зменшували, а не збільшували. Таким чином страва уварювалася дуже повільно, іноді протягом цілої доби. Оскільки подібний тепловий режим можна отримати тільки в печі, в сучасній білоруській кухні, в якій використовують нові джерела нагрівання зі зростаючою, а не падаючою температурою, зникли деякі традиційні в минулому страви, зокрема, загущені супи із заколотом. Необхідність у них відпала ще й тому, що тепер є можливість готувати одночасно перші і другі страви, не вдаючись до штучного загущення супів важкими борошняними наповнювачами. Але згадати про такі густі супи необхідно, бо давня традиція готувати одну загальну страву, що мала якості і першого, і другого одночасно, наклала відбиток на кулінарні прийоми і кулінарну термінологію білорусів, що збереглися досі.
Зокрема, міцно закріпився розподіл продуктів на групи залежно від ролі, яку вони відіграють в стравах. Це — «приварки», «закраси», «заколоти», «вологи» і «присмаки». Ці п'ять груп продуктів, виключаючи хіба що в деяких випадках заколоти, і до сьогодні полягають в основу перших і більшості других страв білоруської кухні. «Приварки» — це основні продукти, що становлять основу страви за кількістю, за своєю вирішальною роллю в ній, вони часто давали назву усій страві. «Закраси» — продукти, що прикрашали страву, додавали їй основний смак і поживність. «Заколот» — продукт, що служить для загущення страви. Незначна добавка «присмаків» додає аромату, відтіняє смак страви, робить її привабливішою і своєрідною. З овочів для білоруської кухні найхарактерніші капуста, горох, морква і, звичайно, картопля — останній належить особливе місце.
У меню кожної білоруської домогосподарки чимало страв з картоплі, кожна з яких несхожа на іншу. Ці страви складають неодмінну частину національного білоруського столу. А все пояснюються тим, що природні умови Білорусі сприяють виведенню і розвитку крохмалистих і смачних сортів картоплі. З неї внаслідок різного дозування рідини (додавання її або, навпаки, відцідження), додавання жирів і різноманітних «присмаків» виходить понад два десятки різних на смак страв.
Характерним є й те, що в білоруській кухні часто використовуються різні види «чорного борошна» — вівсяного, житнього, ячмінного, гречаного і горохового, причому для приготування хліба в Білорусі завжди бралася житнє борошно, а для всіх інших борошняних виробів — вівсяне. Іншою особливістю використання борошна є вельми часте змішування різних видів, підмішування до якого-небудь основного виду борошна (житнього, вівсяного) — ячмінного, гречаного або пшеничного чи горохового.
Природно-географічні умови Білорусі сприяли широкому використанню у приготуванні страв таких продуктів, як гриби, лісові ягоди і трави (яглиця, щавель), яблука, груші, річкова риба, раки, молоко, сир, сметана.
Гриби в білоруській кухні тільки відварюють і тушкують. Страв зі смажених грибів білоруська кухня не знає (так само, як не знала вона до початку XX століття маринування й соління грибів). Взагалі гриби не вживають як самостійну страву, а завжди використовують як «закраси», що додають смаку основній страві. Тому білоруські господині використовують не тільки й не стільки самі гриби, скільки грибний порошок, який засипають і в юшку, і в тушковані овочі або м'ясо. Так само не смажать і рибу: її або запікають цілою з лускою, або сушать особливим чином (після легкого обсмажування), або використовують як начинку, додаючи в галушки, галки.
Суто молочних страв у білоруській кухні немає, але похідні молока (сир, сметана, сироватка, масло) використовують як обов'язкові добавки — «забілки», «закраси» і «вологи» — у багатьох стравах, до складу яких входять борошно, картопля, овочі або гриби.
Лісові ягоди, груші, яблука не поєднують між собою. Страви з них — кулаги, киселі, кваси, пюре, запіканки — готують тільки з одного виду ягід або фруктів.
Вживання і приготування м'яса в білоруській кухні також має ряд особливостей. Наявність у раціоні свинячого сала і свинини ріднить білоруську кухню з українською. Однак сало в Білорусі їдять майже винятково взимку, слабо посоленим, обов'язково зі шкіркою. Їдять його вприкуску з картоплею, тоді воно замінює м'ясо.
Як жир для приготування більшості страв крім сала, навіть частіше за нього, використовують сметану, топлене масло і рослинні олії — раніше конопляну, а тепер соняшникову. Свинина як м'ясо йде переважно на приготування домашніх ковбас і вяндлини — слабокопченої шинки або корейки. Нежирну свинину, а також баранину запікають великими шматками (зазвичай всю задню частину) — отримуючи національну білоруську страву п'ячисти. З домашньої птиці білоруси віддають перевагу гускам, також в запеченому вигляді.
Улюблені кулінарні способи теплової обробки в Білорусі: запікання, відварювання, томлення, тушкування. Існує два способи попередньої обробки продуктів: використання великих, цілих шматків, як, наприклад, запікання цілої ноги (окорока), цілого шлунка, цілого гусака, цілої рибини, і навпаки, подрібнення, розтирання продукту, перетворення його ще до теплової обробки на рубану масу, фарш, пюре, порошок, незалежно від того м'ясо це, овочі або гриби. Перший спосіб походить з давніх-давен, другий притаманний пізнішим часам, він запозичений з польської кухні, але отримав найбільший розвиток. Використання фаршо- і пюреподібних мас з якогось одного продукту — м'яса, риби, картоплі, і особливо з поєднань основного продукту з невеликими домішками деяких інших, дало в білоруській кухні більшість картопляних страв (деруни, цибрики, гульбішники), м'ясних (фляки, моканина, вантробки, ковбаси), а також цілий ряд комбінованих (галушки, галки, зрази). Нарівні з подрібненням в білоруській кухні прийнято також розварення наїдків, для чого застосовують тривале варіння, розпарення і томлення продуктів, які зрештою повинні утворити густу кашоподібну страву. Відомий також спосіб штучного загущення страви, коли до неї додають борошно, крохмаль — так звані заколоти.
Традиційну для білоруської кухні напіврідку-напівгусту консистенцію мають не тільки овочеві страви, але й ті, що вважаються переважно м'ясними, наприклад бігос, і особливо популярні досі численні види моканини, а також такі напівсолодкі страви, як солодуха і кулаги, що являють собою суміш борошна і солодкого (ягід, меду).
Головне в традиційних національних білоруських стравах — не особливий склад продуктів, а їхня обробка. А ще — використання якогось дуже простого, рядового і до того ж одного-єдиного продукту, наприклад, вівса, житнього борошна, картоплі, підданого досить складній, завжди тривалій і часто комбінованій холодній та тепловій обробці. Класичним прикладом цього може служити вівсяний кисіль — страва, що готується з одного компонента — вівсяного зерна, але в результаті понад десятка операцій протягом трьох діб.
Що стосується смакових якостей білоруської кухні, то вони досить високі, особливо якщо страви вживати щойно приготованими, гарячими, а не захололими чи розігрітими.
Необхідно додати, що картоплю використовують переважно тертою. Цілою картоплю вживають або відвареною «в мундирі» (білоруською вона називається «солоники», бо їдять густо посипаючи сіллю), або тушкованою. Страви з тушкованої картоплі називають «тушанкою» або «смажениками».
Візитівкою Білорусі є деруни. Кажуть, хто не куштував дерунів, той не був в Білорусі.

## Білоруська рецептура

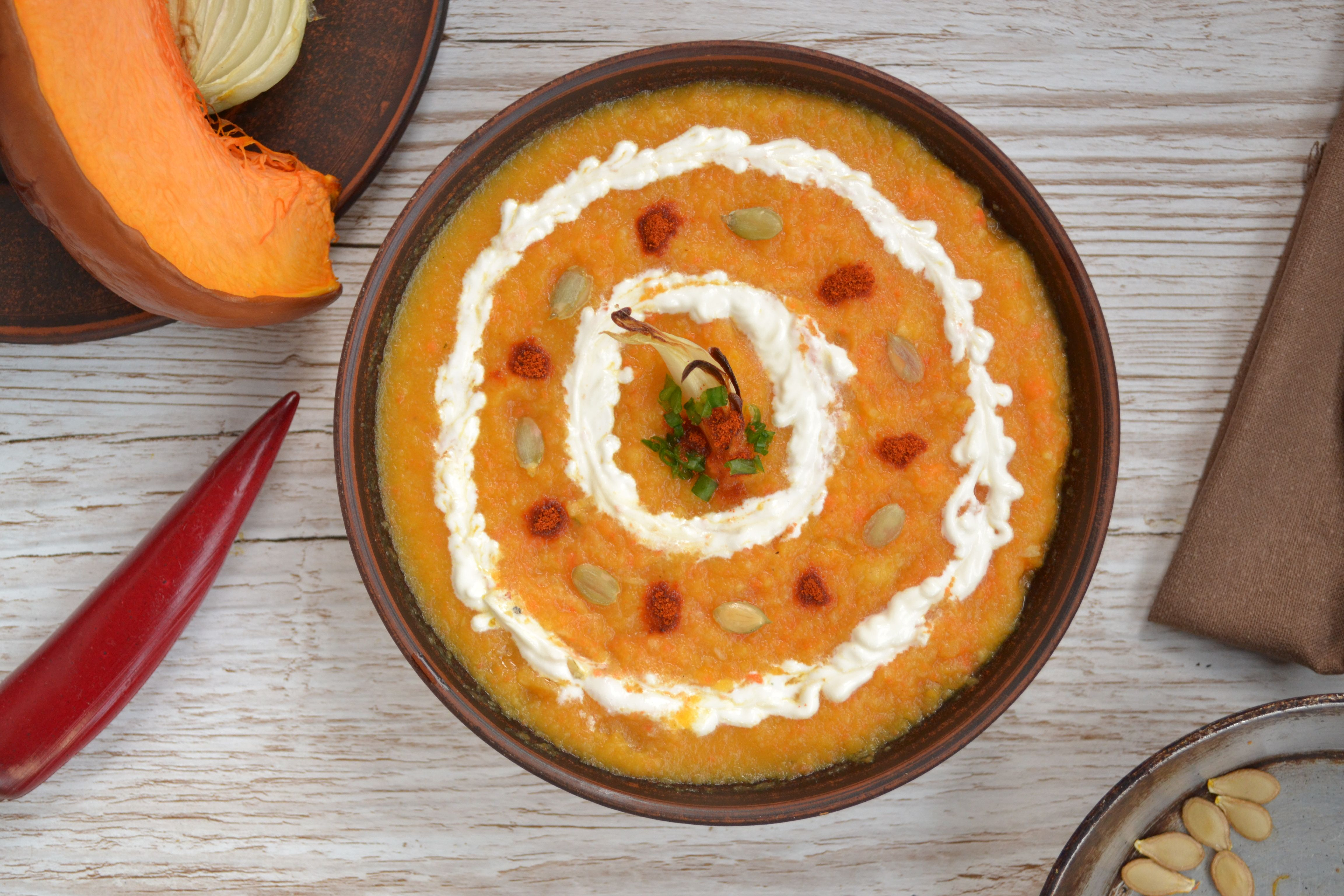
Гарбузовий суп

### Перші страви
Гарячі страви:
- гарбузок — гарбузовий суп;
- грижанка — суп-пюре на овочах та брукві;
- крупеня — грибний суп с перловкою;
- жур — молочний або пісний.

Холодні страви:
- грибний квас — суп грибний з білими грибами на основі квасу з петрушкою, селерою, цибулею і приправами;
- хладник — холодник з молодого буряка, яєць, цибулі, огірків, коріандра, червоного перцю і селери.

### Салати
Салати, одні з наймолодших страв в багатовіковій білоруській кухні. Їхню появу приписують королеві Речі Посполитої Боні Сфорца (дружині Сигізмунда Старшого та матері Сигізмунда Августа), яка впроваджувала італійську та європейську кухні тих часів в побут тогочасної Речі (а відтак і по всіх її теренах — сучасній Польщі, Україні, Білорусі та Литві)

### Десерти

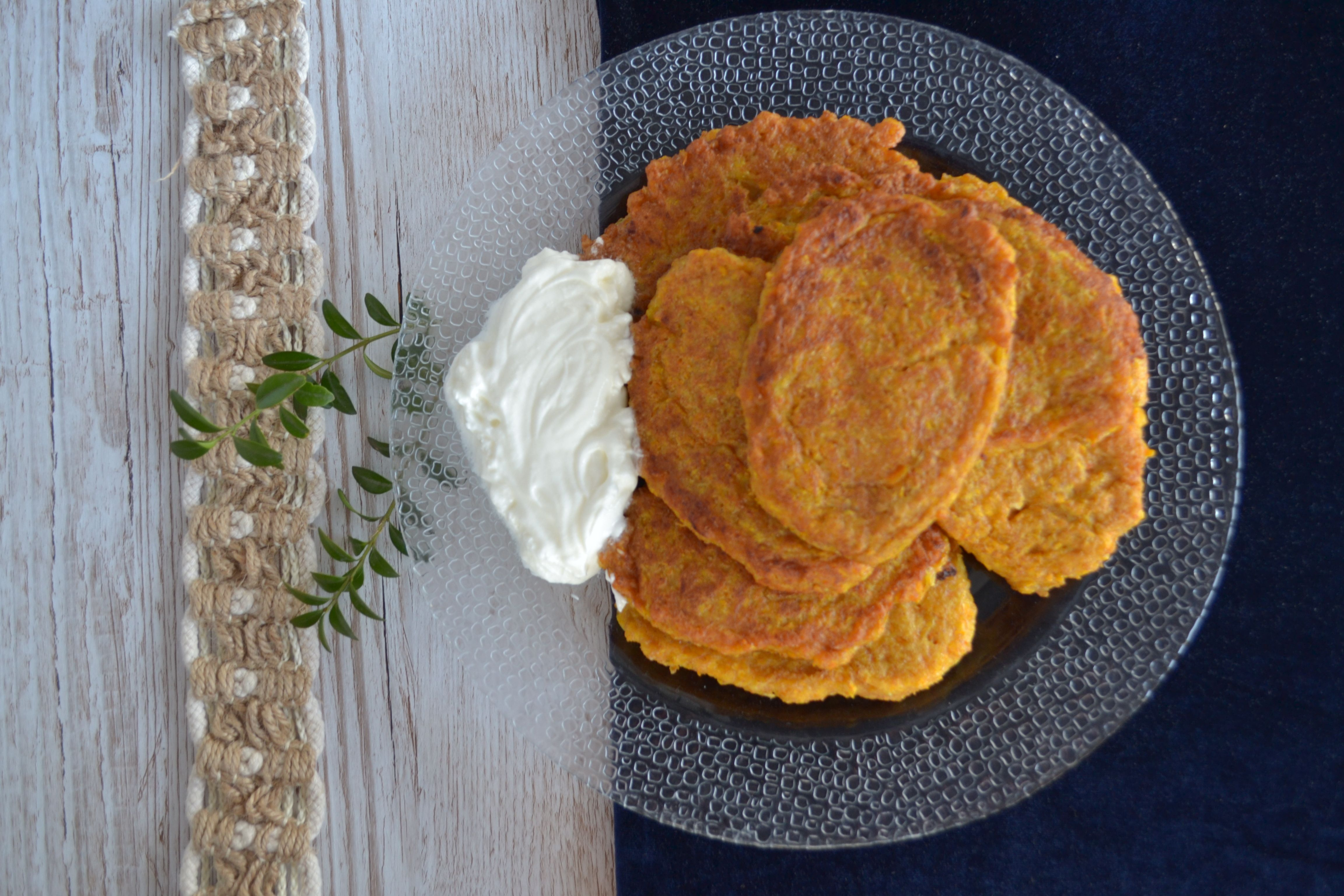
Оладки

Віками устоялися в білорусів десерти на основі борошна:
- оладки;
- млинці;
- короваї;
- пироги (з різною начинкою);
  - дзяд — святковий пиріг начинений родзинками, яблучним варенням та фініками;
- запечені фрукти — з додатками (мед, поливки та інші);
  - запечені яблука — запечені з горіхами, медом і сиром;
- загущені напої;
  - фруктовий квас — загущений на меду та розтертих фруктах;
  - кулага — кисіль з борошна, меду, ягід, цукру.

Починаючи з ХХ століття, коли запозичення з інших культур стають масовішими, білоруси також піддалися цим тенденціям. З'явилися нові десерти, вже на основі нових заморських продуктів (бананів, апельсинів, лимонів) в поєднанні із білоруськими традиційними складниками.

### Напої
За свою історію, білоруси використовували традиційні в їх краю складники для виготовлення своїх напоїв, тому і збереглися ці народні питні страви:
- берька — березовий сік;
- яблучний квас;
- сливовий квас;
- грушевий квас;

Спиртні напої формувалися із настоянок:
- крамбабуля — настоянка на меду і прянощах;
- гарэлка — горілка;
- зубрівка.

## Галерея

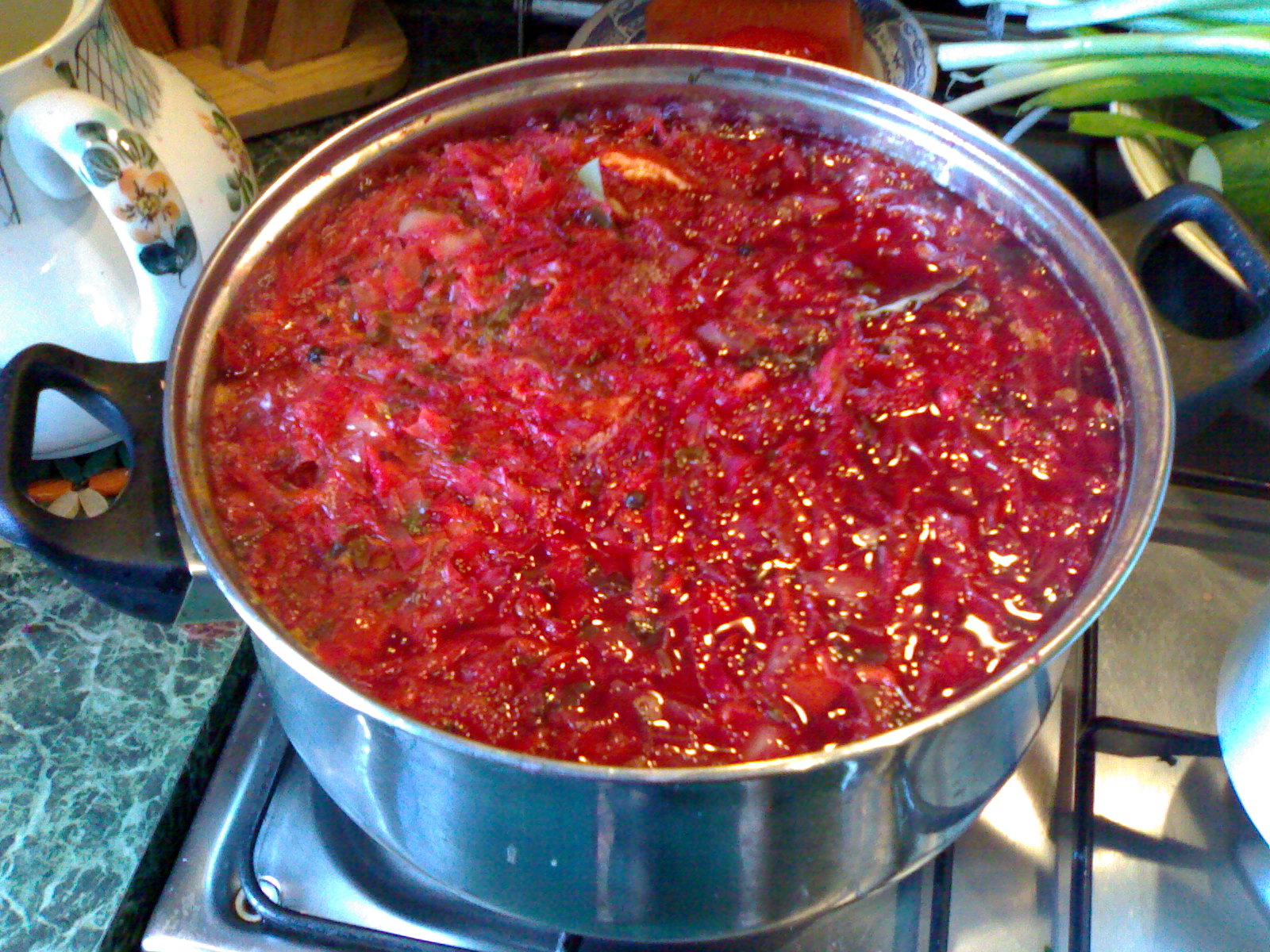
Борщ під час приготування
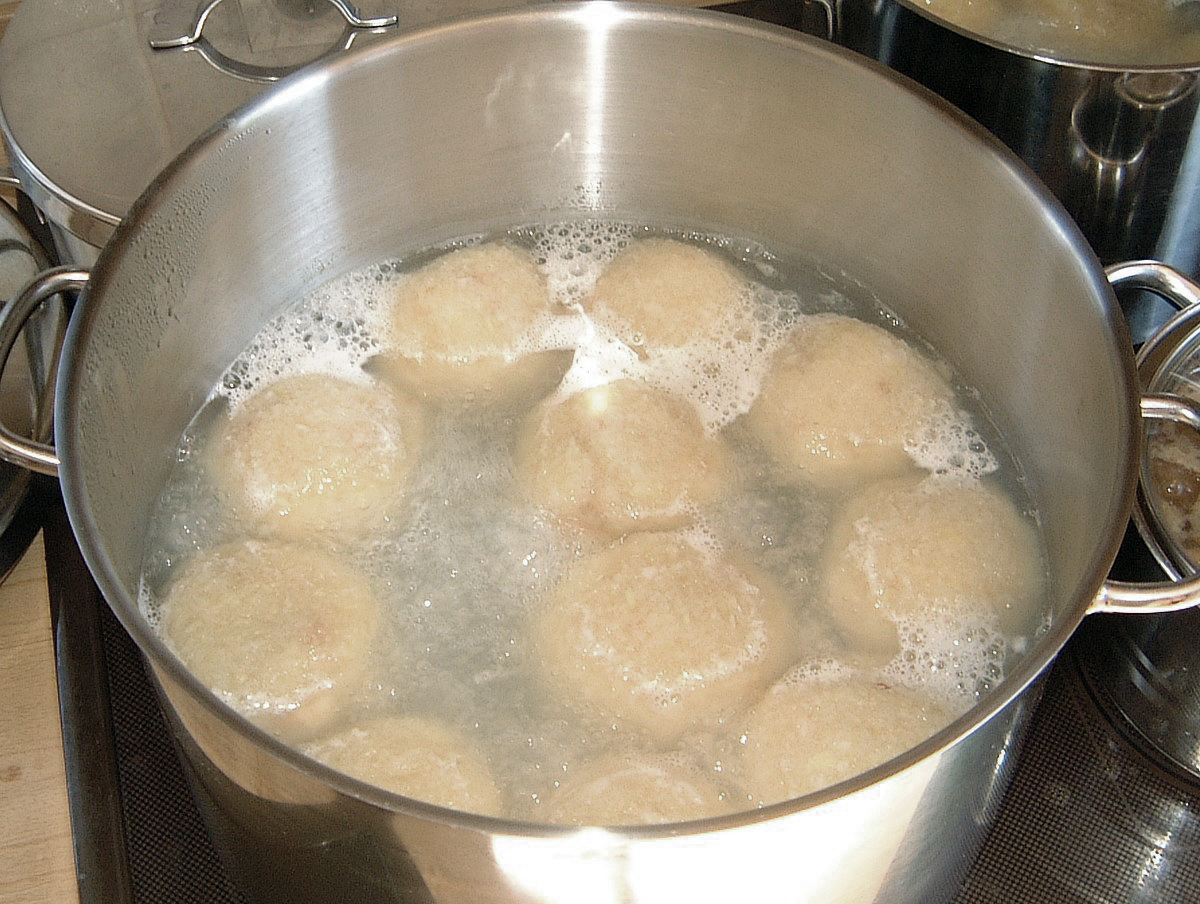
Галушки під час приготування
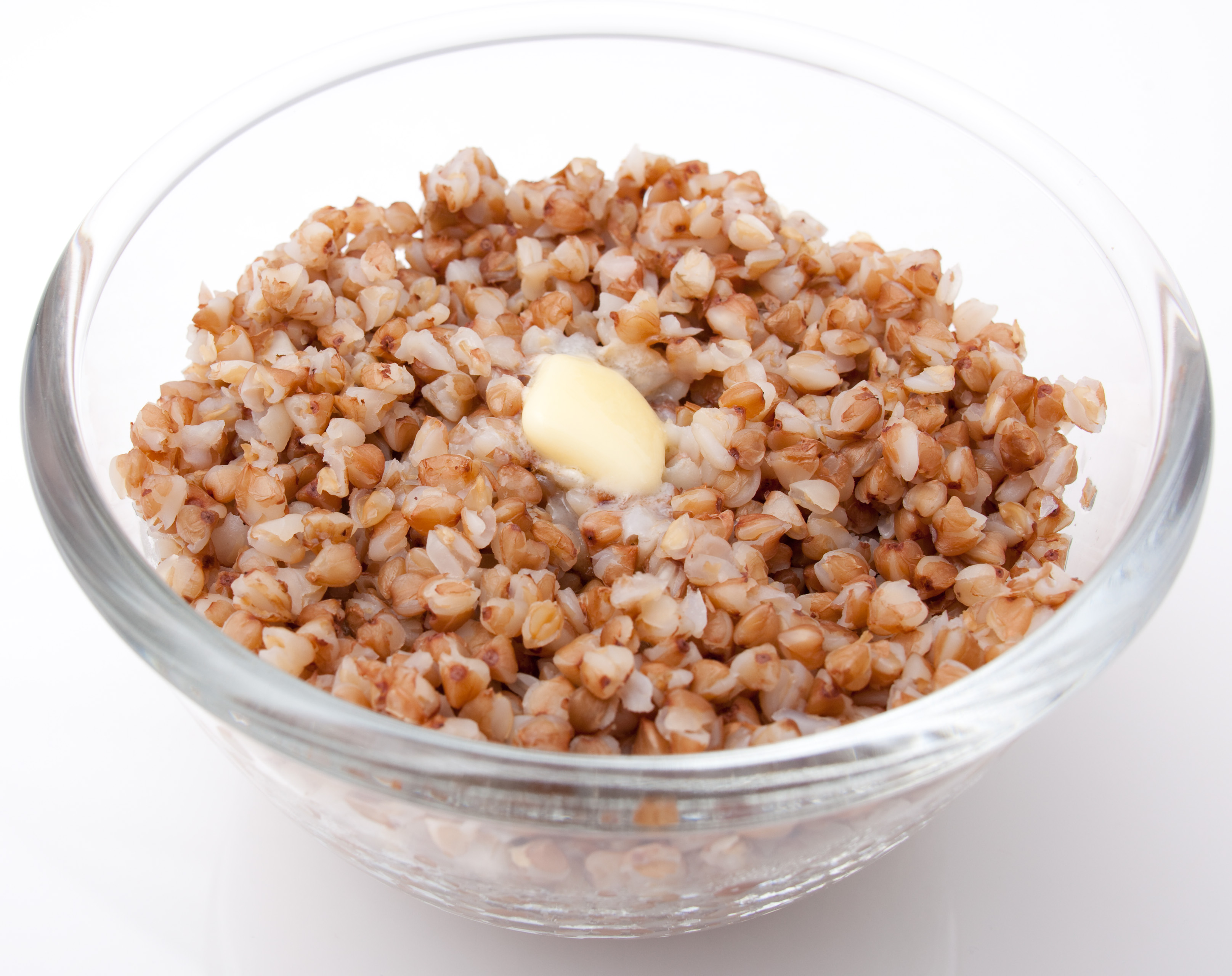
Гречана каша з маслом
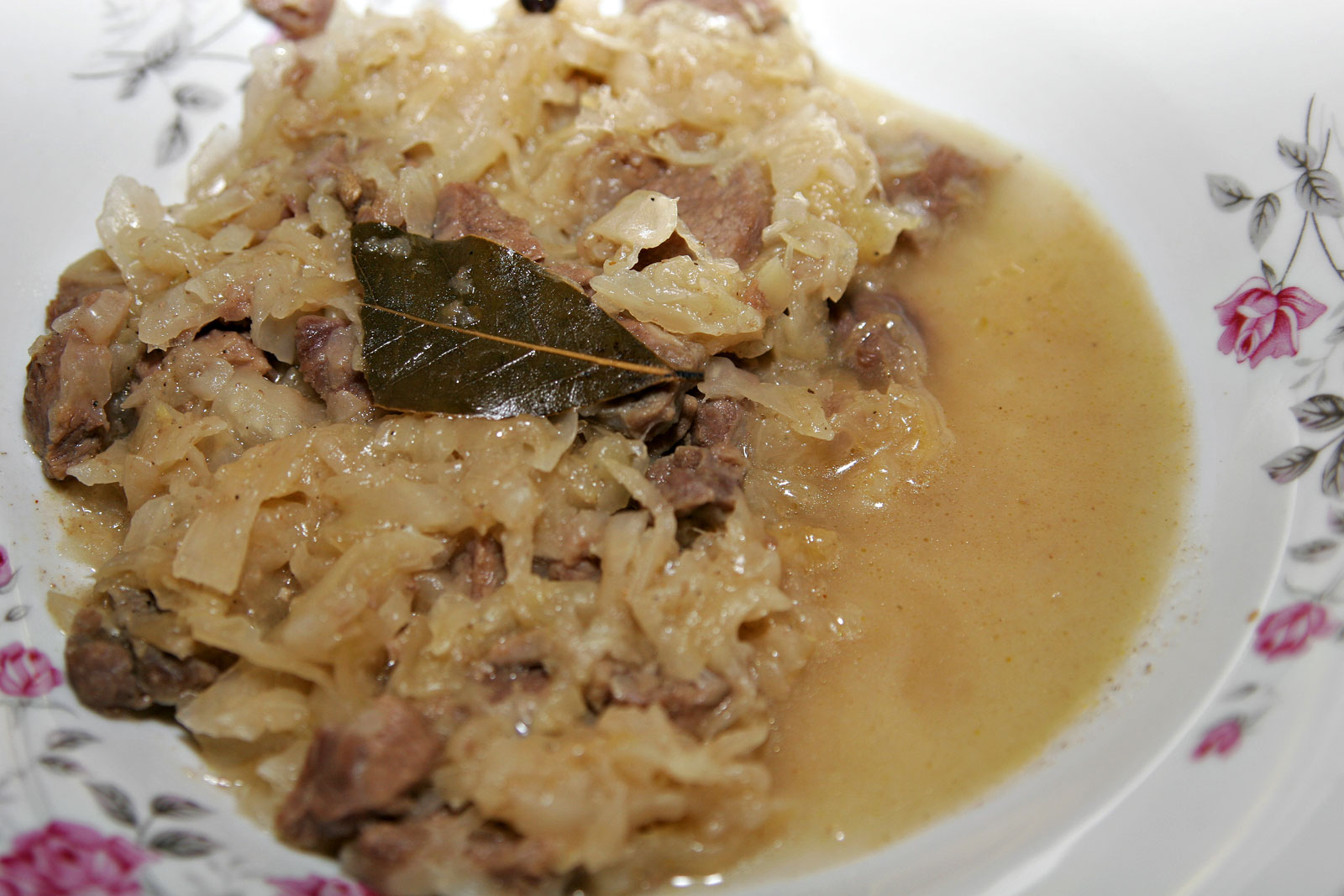
Бігос у тарілці
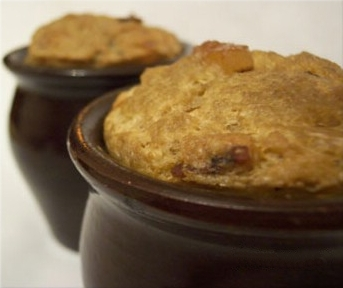
Картопляна бабка
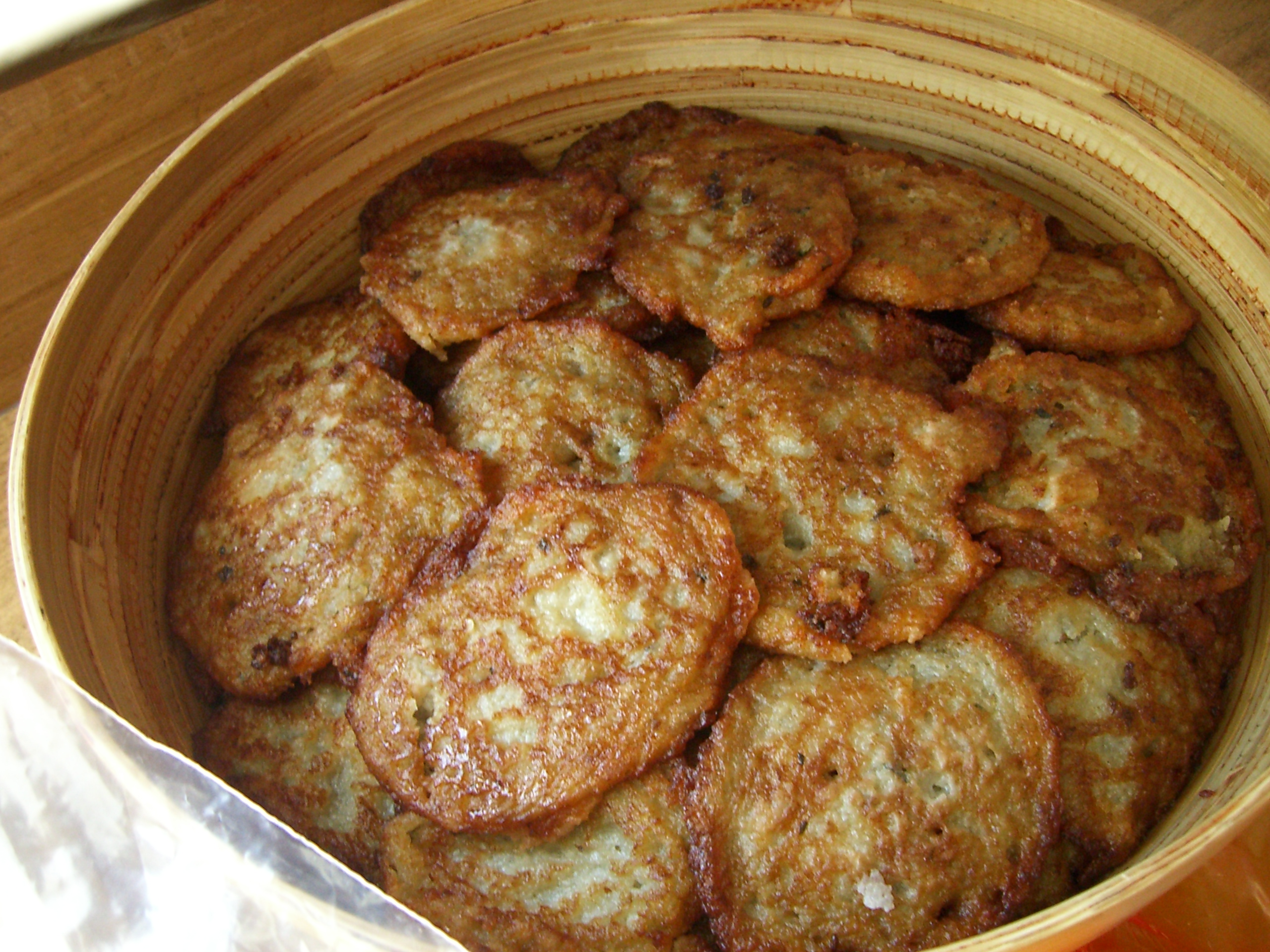
Деруни
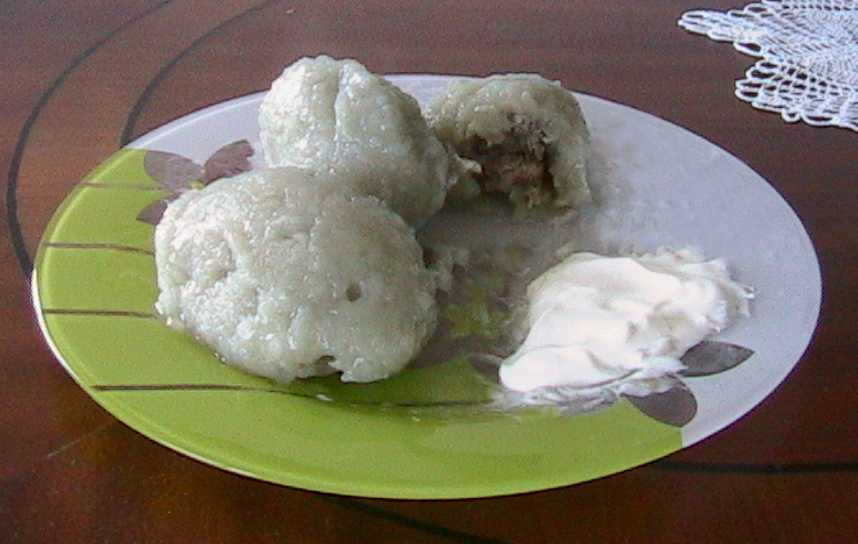
Калдуни
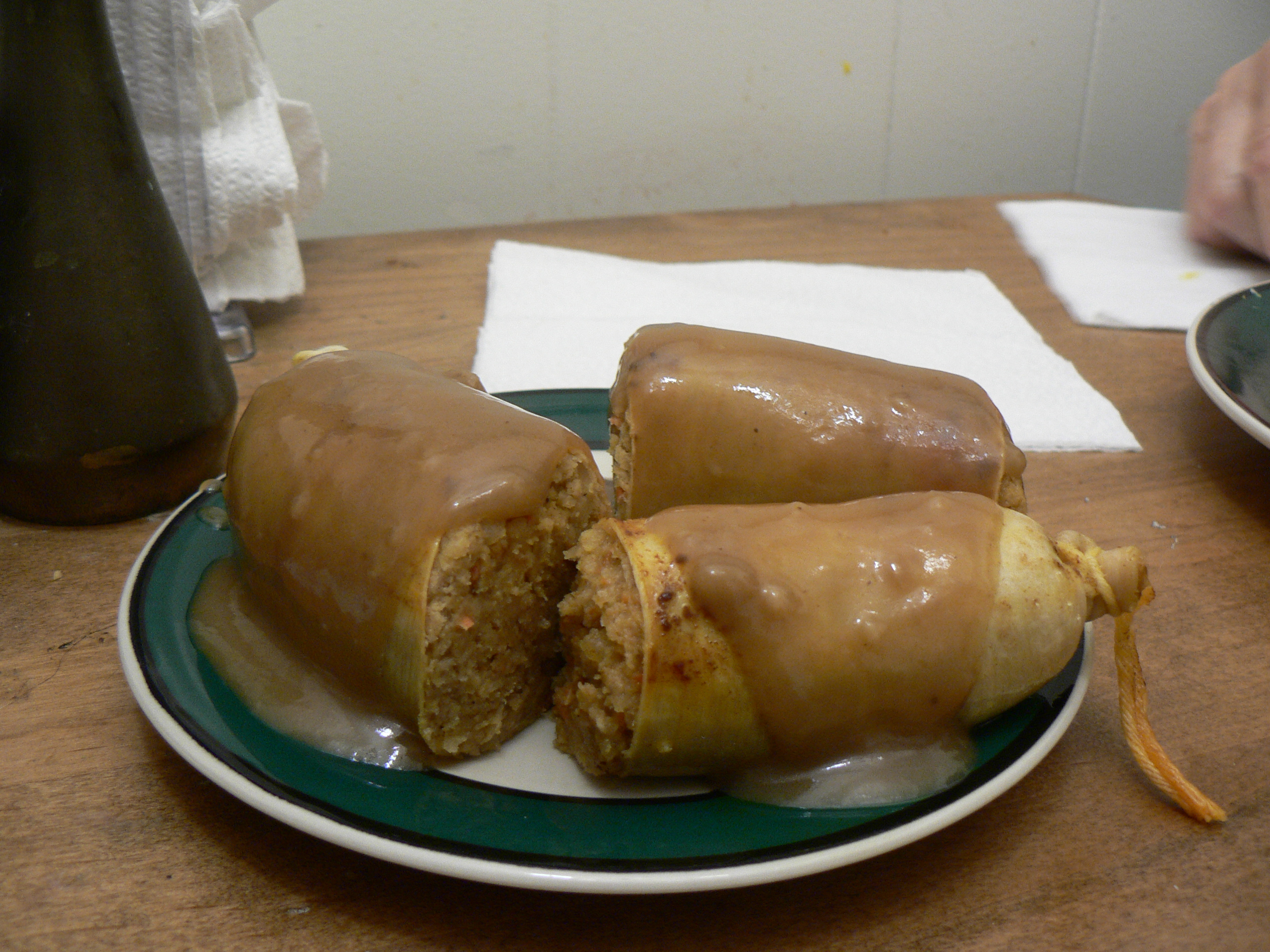
Кишка з соусом
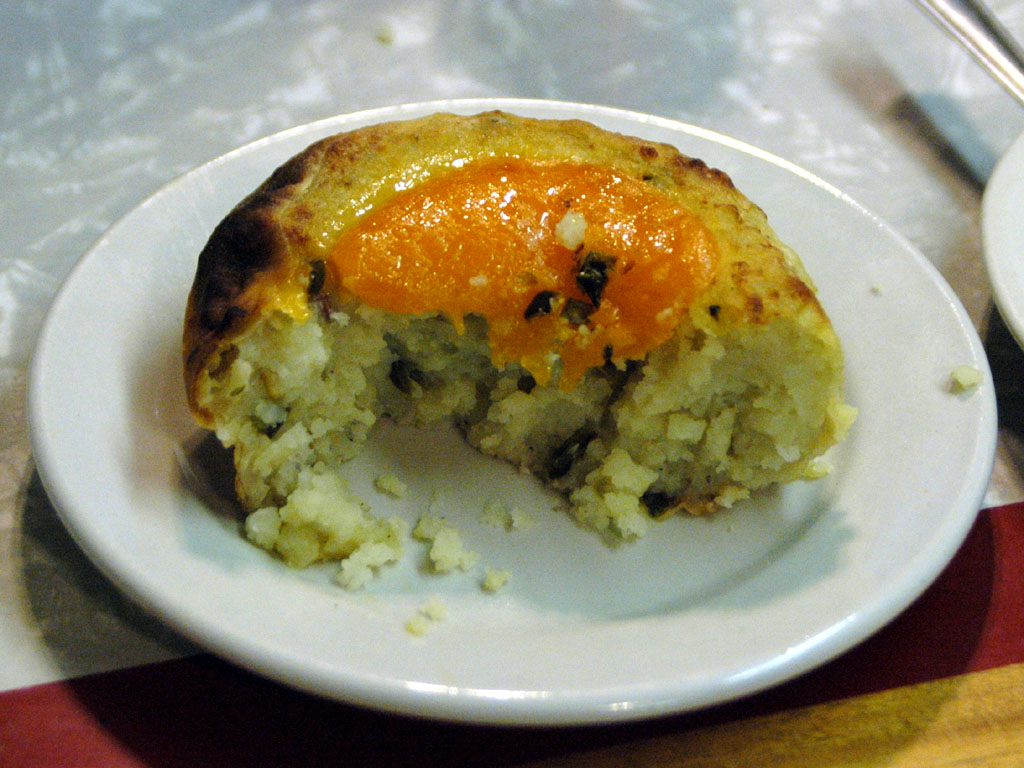
Книш
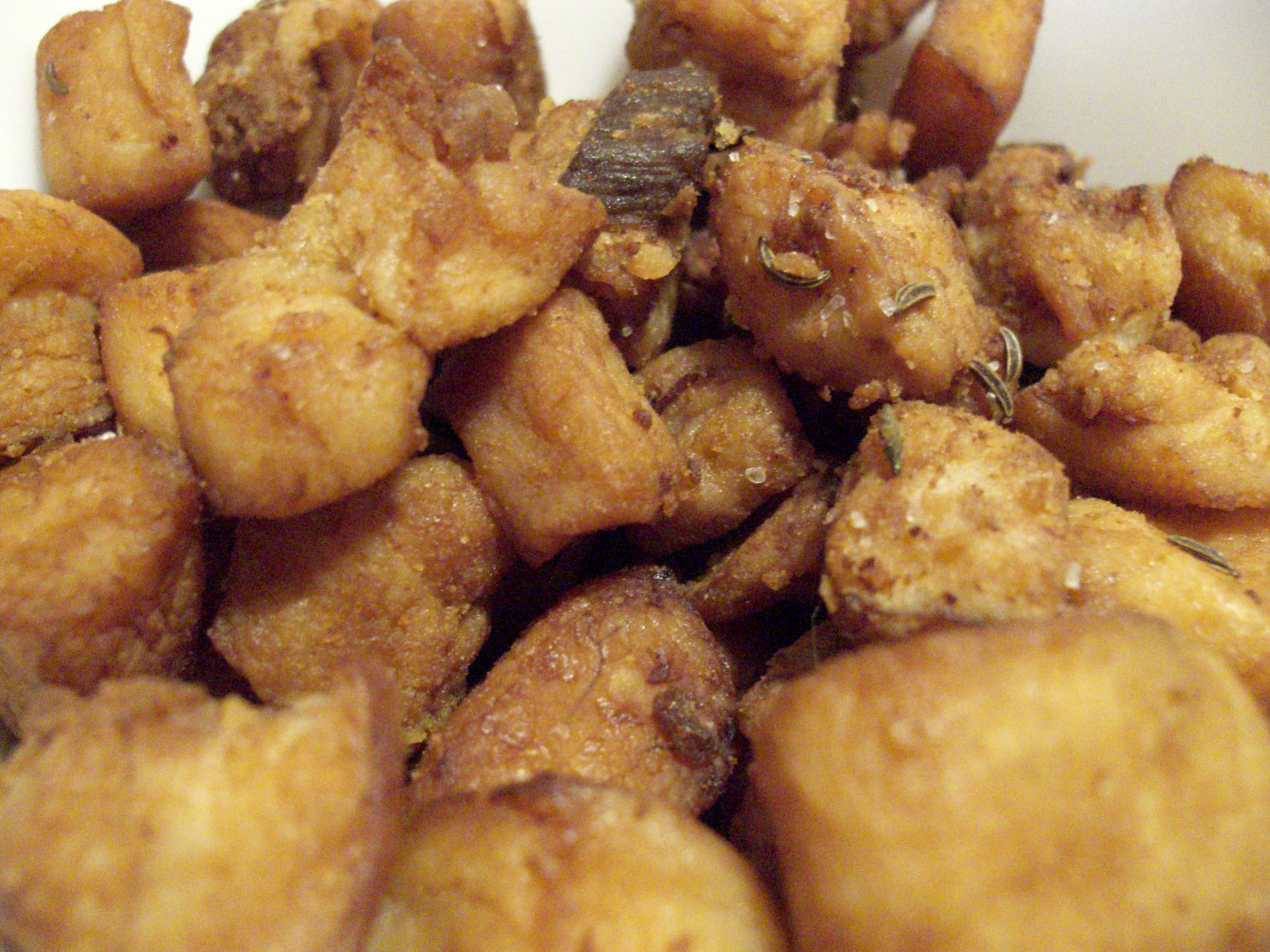
Шкварки
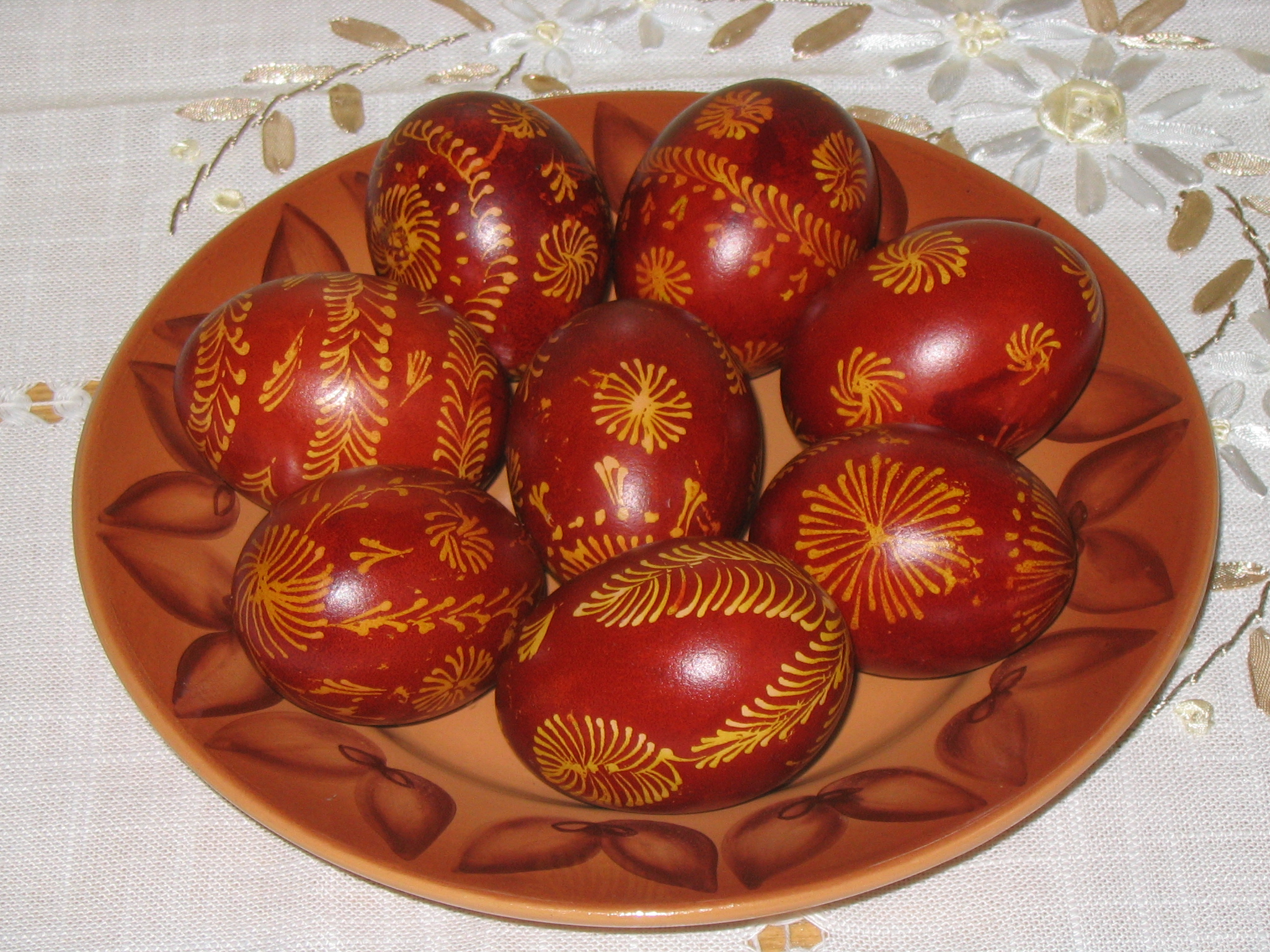
Білоруська писанка
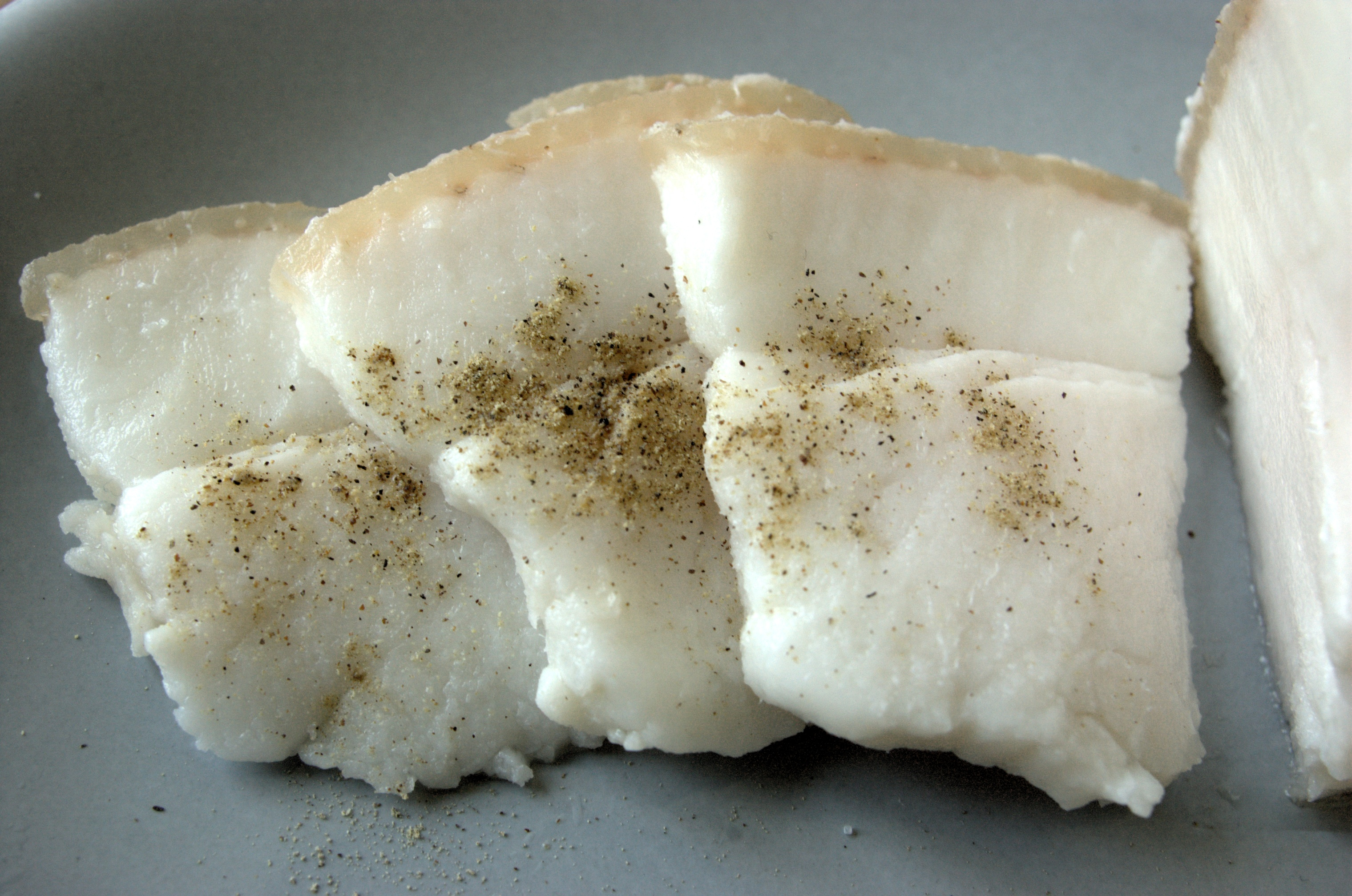
Солене сало
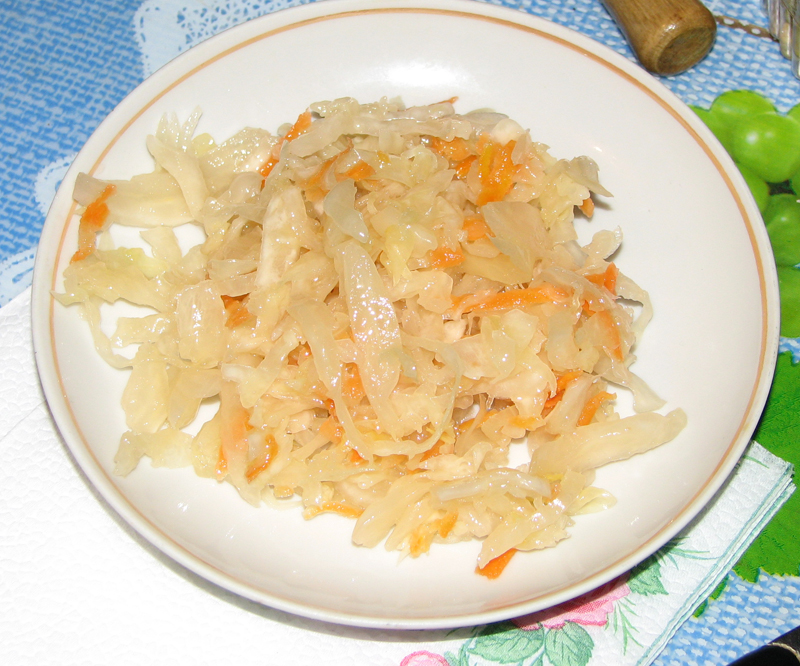
Квашена капуста із додаванням моркви
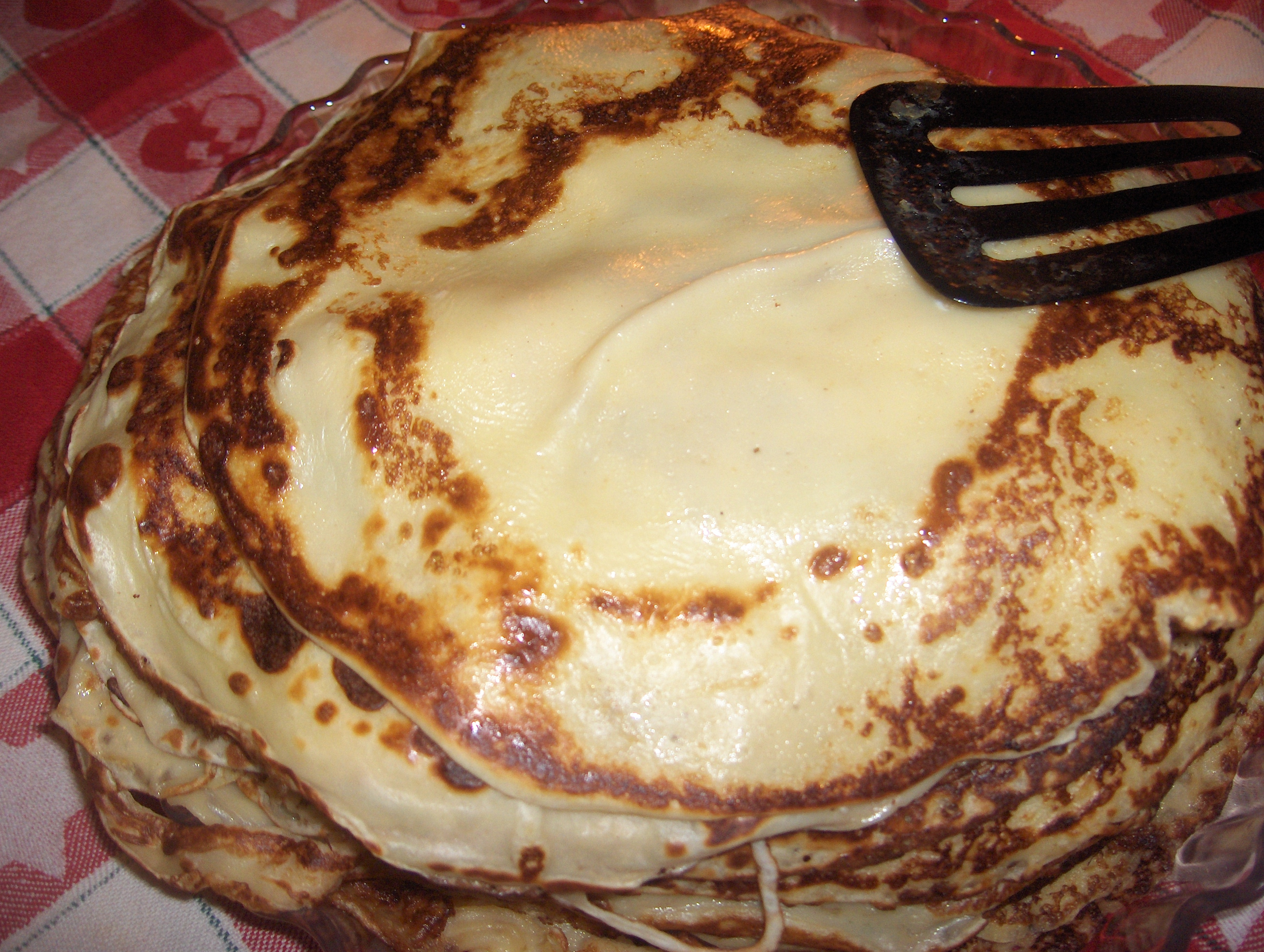
Млинці
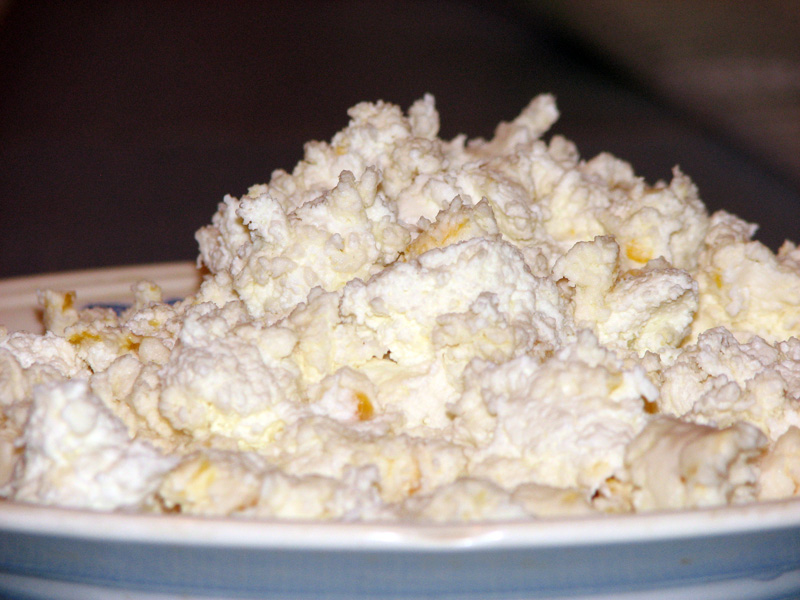
Сир
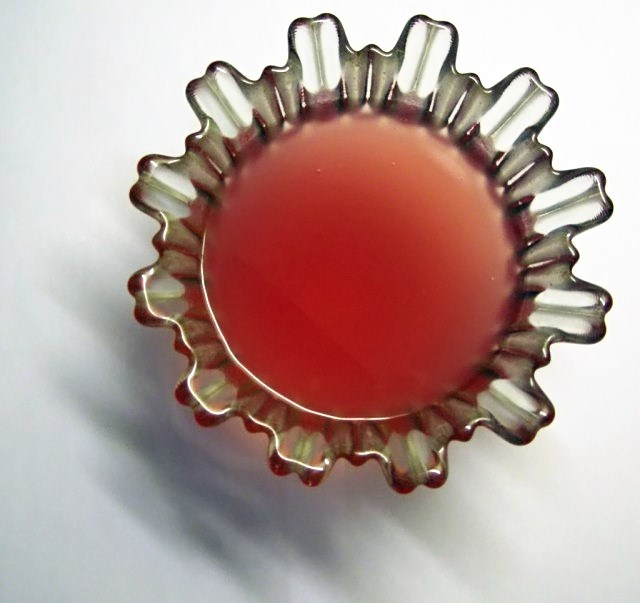
Кисіль
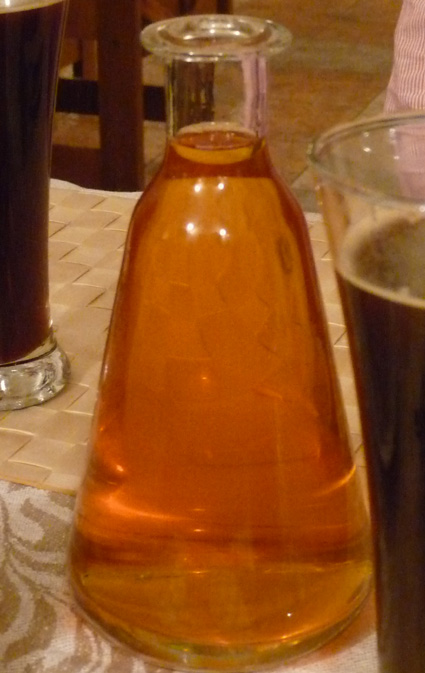
Крамбамбуля